# Arawakia (Plantae)
Arawakia, biljni rod iz porodice kluzijevki. Osamnaest vrsta ovog roda rašireno je po Srednjoj i Južnoj Americi, od Nikaragve na sjeveru na jug sve do Bolivije

## Vrste
1. Arawakia angustata (Steyerm.) L.Marinho
2. Arawakia caputmonsia (Gahagen) L.Marinho
3. Arawakia coriacea (Maguire) L.Marinho
4. Arawakia divesora (Gahagen) L.Marinho
5. Arawakia glossophylla (Cuatrec.) L.Marinho
6. Arawakia lanceolata (Cuatrec.) L.Marinho
7. Arawakia lingulata (Cuatrec.) L.Marinho
8. Arawakia longicuneata (Engl.) L.Marinho
9. Arawakia macrocarpa (Cuatrec.) L.Marinho
10. Arawakia manchamancha (Gahagen) L.Marinho
11. Arawakia oblanceolata (Rusby) L.Marinho
12. Arawakia panamaea (Gahagen) L.Marinho
13. Arawakia parvifolia (Gahagen) L.Marinho
14. Arawakia pithecobia (Standl. & L.O.Williams) L.Marinho
15. Arawakia rhizophoroides (Cuatrec.) L.Marinho
16. Arawakia rileyi (Cuatrec.) L.Marinho
17. Arawakia sphenophylla (Diels) L.Marinho
18. Arawakia weddelliana (Planch. & Triana) L.Marinho